# Dendrocerus pacificus
Dendrocerus pacificus är en stekelart som först beskrevs av William Harris Ashmead 1893.  Dendrocerus pacificus ingår i släktet Dendrocerus och familjen trefåresteklar. Inga underarter finns listade i Catalogue of Life.